# Lorne Donaldson
Lorne Garfield Donaldson ist ein ehemaliger jamaikanischer Fußballspieler und heutiger -trainer.

## Karriere

### Spieler

#### Klub
Er besuchte das Kingston College in seiner Heimat und spielte für die dortige Mannschaft auch Fußball, bis 1979 war er auch nebenbei für den Cavalier FC aktiv. Danach war er von 1980 bis 1982 in der Mannschaft der Metro State Roadrunners aktiv. Anschließend spielte er für die Denver Kickers, mit welchen er im Jahr 1983 den National Amateur Cup gewann. Seine letzte bekannte Station als Spieler sind die Colorado Foxes, für welche er, bereits im Traineramt, im Jahr 1997 ein Spiel bestritt.

#### Nationalmannschaft
Laut mehrerer Angaben bestritt er im Alter von 17 Jahren bzw. im Jahr 1975 sein erstes Spiel für die jamaikanische Nationalmannschaft. In dieser soll er bis 1979 aktiv gewesen sein.

### Trainer
Nach seiner aktiven Zeit in der Mannschaft von Metro State, war er anschließend von 1983 bis 1985 als Co-Trainer beschäftigt. Danach war er erst als Co-Trainer bei den Colorado Foxes und später dort auch 1997 als Cheftrainer an der Seitenlinie aktiv. Danach war er auch noch für Douglas County Blast. Im Januar 2001 wurde er Co-Trainer beim MLS-Franchise Colorado Rapids.
Seit Anfang 2018 ist er beim jamaikanischen Verband tätig. Erst als Trainer der U-20-Frauen-Nationalmannschaft, rückte er als Interimstrainer im Juni 2022 in die Frauen-A-Nationalmannschaft vor und bestritt in den folgenden Monaten mit der Mannschaft die CONCACAF W Championship 2022. Dort erreichte seine Mannschaft den dritten Platz und damit für die Qualifikation zur Weltmeisterschaft 2023. Im Oktober 2023 wurde er dann auch ganz offiziell auf den Posten des Cheftrainers der Mannschaft befördert.